# La Baronnie
La Baronnie is een gemeente in het Franse departement Eure (regio Normandië). De plaats maakt deel uit van het arrondissement Évreux. La Baronnie is op 1 januari 2016 ontstaan door de fusie van de gemeenten Garencières en Quessigny. De gemeente telde 760 inwoners op 1 januari 2022.

## Geografie
De oppervlakte van La Baronnie bedraagt 11,22 vierkante kilometer; de bevolkingsdichtheid is 67,7 inwoners per km² (per 1 januari 2019).

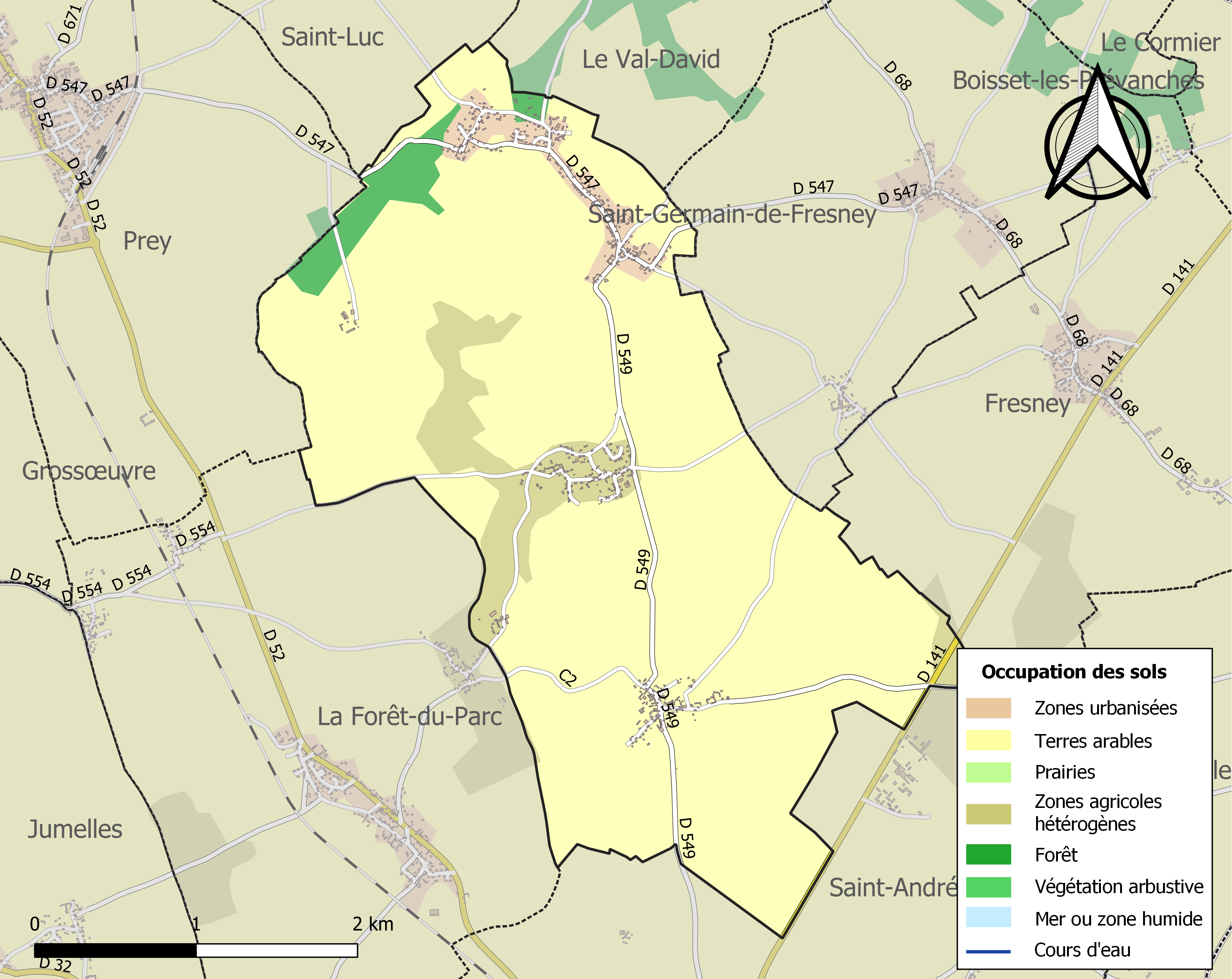
Kaart van de gemeente met belangrijkste infrastructuur, bodemgebruik en omliggende gemeenten